# USV Eschen/Mauren
O Unterländer Spielervereinigung Eschen/Mauren é um clube de futebol da Liechtenstein, sediado em duas cidades, Eschen e Mauren. Atualmente está na Divisão 4 do Campeonato Suíço de Futebol.
Seu estádio próprio é o Sportpark Eschen-Mauren, localizado em Eschen, que possui capacidade para abrigar 2.100 torcedores. Para jogos mais importantes, o Eschen/Mauren usa o Rheinpark Stadion, em Vaduz.

## História

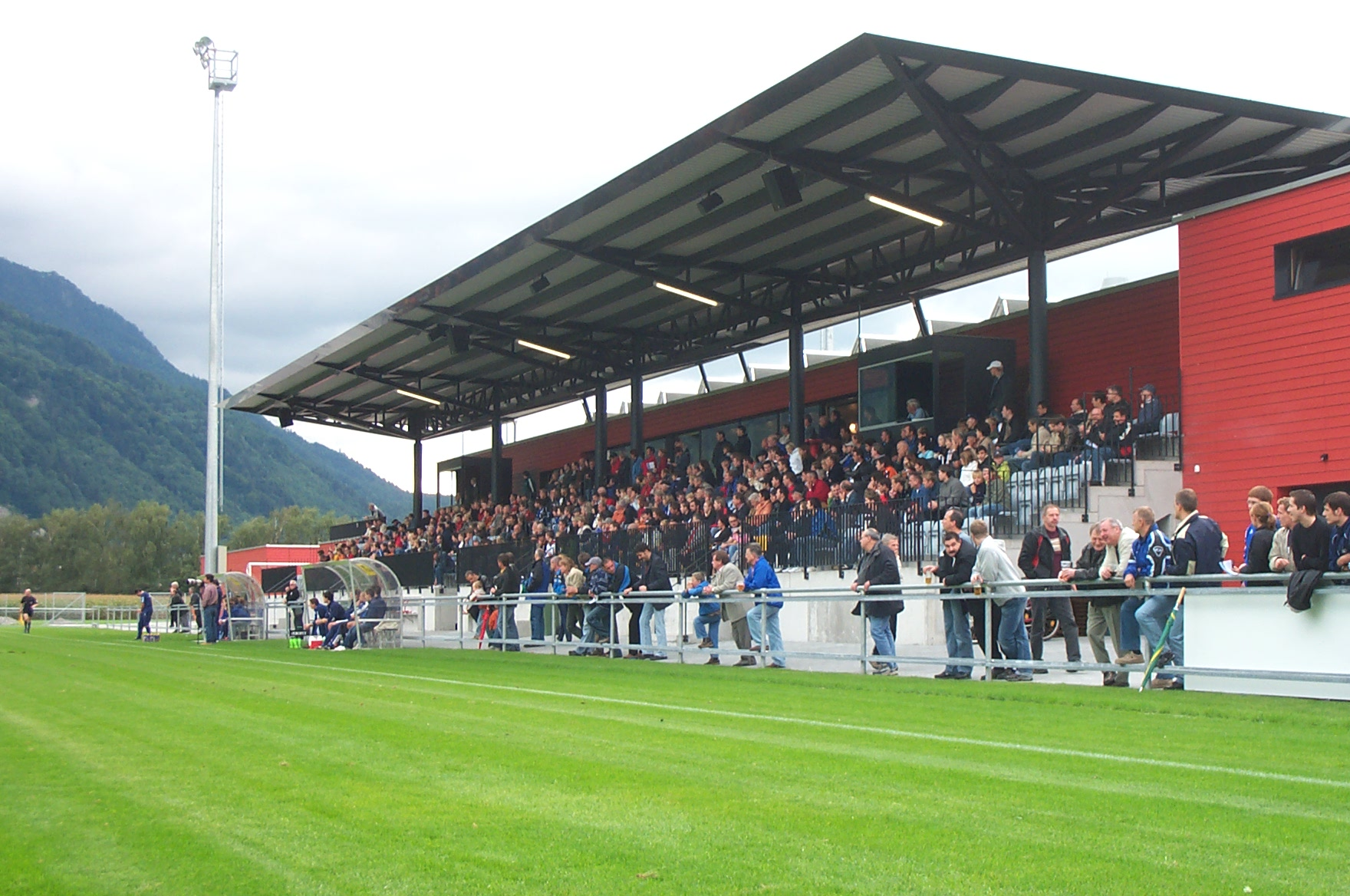
Torcedores acompanham jogo do Eschen/Mauren no Sportspark, o estádio da equipe.

O clube foi fundado em 1963. 

## Elenco atual
Nota: Bandeiras indicam equipe nacional, conforme definido pelas regras de elegibilidade da FIFA. Os jogadores podem ter mais de uma nacionalidade não-FIFA.
| N.º |                      | Posição | Jogador               |
| --- | -------------------- | ------- | --------------------- |
| 1   | Liechtenstein        | G       | Benjamin Büchel       |
| 2   | Alemanha             | D       | Tobias Müller         |
| 3   | Liechtenstein        | D       | Ueli Sturzenegger     |
| 4   | Albânia              | D       | Norbert Frrokaj       |
| 5   | Liechtenstein        | D       | Michael Stocklasa     |
| 6   | Bósnia e Herzegovina | D       | Adin Hamzic           |
| 7   | Liechtenstein        | M       | Andreas Gerster       |
| 8   | Liechtenstein        | M       | Ronny Büchel          |
| 9   | Kosovo               | A       | Enis Domuzeti         |
| 10  | Brasil               |         | Gabriel Herrera Silva |
| 11  | Liechtenstein        | A       | Phillipe Erne         |

| N.º |               | Posição | Jogador              |
| --- | ------------- | ------- | -------------------- |
| 12  | Liechtenstein | M       | Raphael Huber        |
| 13  | Turquia       | M       | Olcay Gür            |
| 14  | Espanha       | M       | Gerardo Clemente     |
| 16  | Suíça         | D       | Andreas Christen     |
| 17  | Liechtenstein | M       | Stefan Büchel        |
| 18  | Liechtenstein | M       | Christoph Biedermann |
| 19  | Liechtenstein | D       | Fabio D'Elia         |
| 20  | Liechtenstein | M       | Raphael Rohrer       |
| 21  | Albânia       | M       | Naim Memeti          |
| 23  | Itália        | G       | Antonio Troisio      |
| 24  | Liechtenstein | A       | Ivan Quintans        |

### Reservas
Nota: Bandeiras indicam equipe nacional, conforme definido pelas regras de elegibilidade da FIFA. Os jogadores podem ter mais de uma nacionalidade não-FIFA.
| N.º |               | Posição | Jogador          |
| --- | ------------- | ------- | ---------------- |
|     | Liechtenstein | G       | Manuel Matt      |
|     | Liechtenstein | D       | Christian Ritter |
|     | Liechtenstein | D       | Martin Kaiser    |
|     | Liechtenstein | D       | Nicolas Schäfer  |
|     | Liechtenstein | D       | Raphael Müller   |
|     | Liechtenstein | D       | Niklas Wehrle    |
|     | Liechtenstein | D       | Peter Kersting   |
|     | Turquia       | M       | Sakir Kaplan     |
|     | Turquia       | M       | Burak Karakoc    |
|     | Turquia       | M       | Ünlü Necati      |

| N.º |               | Posição | Jogador          |
| --- | ------------- | ------- | ---------------- |
|     | Liechtenstein | M       | Simon Matt       |
|     | Liechtenstein | M       | Sandro Wolfinger |
|     | Liechtenstein | M       | Florin Frick     |
|     | Liechtenstein | M       | Stefan Maag      |
|     | Liechtenstein | M       | Michael Ott      |
|     | Suíça         | M       | Elia Sozzi       |
|     | Canadá        | M       | Renato Ortega    |
|     | Liechtenstein | A       | Michael Marxer   |
|     | Liechtenstein | A       | Marco Willi      |
|     | Liechtenstein | A       | Dominik Ritter   |

## Títulos
Copa de Liechtenstein: 5
1976, 1977, 1978, 1987, 2011-2012